# Великие Дмитровичи
Вели́кие Дми́тровичи (укр. Великі Дмитровичі) — село, входит в Обуховский район Киевской области Украины.
Население по переписи 2001 года составляло 881 человек. Почтовый индекс — 08713. Телефонный код — 4572. Занимает площадь 3 км². Код КОАТУУ — 3223180501.

## Известные уроженцы, жители
- Бедношей, Даниил Пантелеймонович (1924 — 1989) — советский украинский художник-пейзажист, член НСХУ с 1960 года, заслуженный художник УССР, лауреат премии им. Островского (1990, посмертно).

## Местный совет
08713, Київська обл., Обухівський р-н, с. Великі Дмитровичі, вул. Шевченка, 1, тел. 31-324  (укр.)